# Ратуша (Кристиансанн)
Ратуша Кристиансанна (норв. Kristiansand rådhus) — муниципальное здание, ратуша в Кристиансанне, в Норвегии. Расположено на центральной площади города и включает в себя помещения для заседания городского совета и различные залы для приёмов. Офис мэра, и помещения муниципальной администрации расположены в соседнем здании, также выходящим фасадом на площадь и памятник королю Олафу V.

## История
В начале XIX века в Кристиансанне было мало общественных зданий. В 1830-е годы возникла необходимость в постройке муниципальных зданий. Планировалось, что в мэрии будет находиться также здание суда, помещения для сборщика налогов, комиссара полиции, судьи, а также тюрьма, чтобы заменить ветхую старую городскую тюрьму. Городской совет обратился к самым известным архитекторам Норвегии, но предполагаемые высокие затраты на строительство отодвинули воплощение проекта. В конце 1850-х годов правительство страны предложило крупные дотации в те муниципалитеты, которые обеспечат строительство муниципальных тюрем.
В 1860 году магистрат вынес предложение о постройке мэрии и тюрьмы на площади (рынке). Архитектор Карл Эмиль Каурин из Христиании спроектировал и построил мэрию. С 1863 по 1864 год велось строительство ратуши и тюрьмы.
15 сентября 1864 года состоялось открытие ратуши. Зал Президиума городского совета был помещен в ратушу в 1951 году. В начале 1980-х годов старая тюрьма была демонтирована в связи с расширением соседней улицы Festningsgata, а мэрия была реконструирована и отремонтированный архитектором города Альфом Эрикстадом.